# Hydriastele beccariana
Hydriastele beccariana är en enhjärtbladig växtart som beskrevs av Karl Ewald Maximilian Burret. Hydriastele beccariana ingår i släktet Hydriastele och familjen Arecaceae. Inga underarter finns listade i Catalogue of Life.